# Ypthima niphonica
Ypthima niphonica är en fjärilsart som beskrevs av Siuiti Murayama 1969. Ypthima niphonica ingår i släktet Ypthima och familjen praktfjärilar. Inga underarter finns listade i Catalogue of Life.